# Álvaro Bastida
Álvaro Bastida Moya (Chiclana de la Frontera, Cádiz, 12 de mayo de 2004) es un futbolista español que juega como centrocampista en el Cádiz C. F. Mirandilla de la Segunda Federación.

## Trayectoria
Nacido en Chiclana de la Frontera, Cádiz, Bastida se unió en edad cadete a la estructura del Cádiz CF, procedente de la APA Sancti Petri. En las temporadas siguiente formaría parte del Balón Cadete y del Cádiz CF Juvenil.
El 25 de abril de 2021, con solo 16 años, hizo su debut con el Cádiz Club de Fútbol "B" en la Segunda División B de España, en un encuentro que acabaría con victoria por un gol a dos sobre el Sevilla Atlético.
El 21 de mayo de 2021, con apenas 17 años y nueve días, Bastida debutó con el primer equipo del Cádiz CF en Primera División de España, reemplazando a Jens Jønsson en un empate 2-2 como visitante contra el Levante UD.
El 17 de septiembre de 2021, sería titular con el Cádiz CF, convirtiéndose en el jugador más joven en debutar con el equipo cadista, en un encuentro que acabaría victoria ante el Celta de Vigo en Balaídos por un gol a dos.
El 18 de octubre de 2021, renueva su contrato con el Cádiz CF hasta el 30 de junio de 2026.
Al término de la temporada 2022-23, Bastida sumaría la cifra de 30 convocatorias en Primera División, teniendo minutos en 10 partidos y 5 de ellos como titular, participando con el Cádiz CF Mirandilla, donde jugó 26 partidos logrando la salvación del filial cadista en Segunda Federación.
El 29 de agosto de 2023, firma por el Atlético Sanluqueño C. F. de la Primera Federación, cedido por el Cádiz Club de Fútbol. Tras jugar una temporada en el equipo sanluqueño, vuelve al filial del Cádiz.

## Internacional
En agosto de 2021, es convocado por la selección española sub-18 para la disputa de un torneo en Francia. En 2022 y 2023 sería un habitual en la selección sub-18 y sub-19.

## Clubes
| Club                                        | País   | Periodo         | Partidos (goles) |
| ------------------------------------------- | ------ | --------------- | ---------------- |
| Cádiz Club de Fútbol "B"                    | España | 2021-Actualidad | 57 (4)           |
| Cádiz Club de Fútbol                        | España | 2021-Actualidad | 10 (0)           |
| Atlético Sanluqueño Club de Fútbol (cedido) | España | 2023-2024       | 19 (0)           |